# Lohit (Fluss)
| Tibetische Bezeichnung                    |
| ----------------------------------------- |
| Tibetische Schrift: རྫ་ཡུལ་ཆུ                |
| Wylie-Transliteration: rdza yul chu       |
| Andere Schreibweisen: Dzayul-chu; Zayü Qu |
| Chinesische Bezeichnung                   |
| Vereinfacht: 察隅河                       |
| Pinyin:Chayu He                           |

Der Lohit ist ein Nebenfluss des Brahmaputra. Sein Oberlauf in China heißt Sang Chu (gsang chu), dann Dzayül Chu (tib.: rdza yul chu ) und ist der größte Fluss des gleichnamigen Kreises Zayü (Dzayül) im Autonomen Gebiet Tibet. Er fließt in Richtung Süden nach Indien und mündet als Dibru linksseitig in den Brahmaputra.

## Verlauf

### In China
Der Sang Chu entspringt im Norden der Gemeinde Goyü (chin. Guyu) und trifft nach etwa 15 Kilometern (Luftlinie) auf die Straße S201, die von da an dem Flusslauf folgt. Fluss und Straße verlaufen in einem Bogen, zuerst nach Südosten, dann nach Süden und Südwesten und schließlich nach Westen, durch die Großgemeinde Zhowagoin (Zhuwagen). In der Großgemeinde Xia Chayu (Unter-Zayü) wendet sich der Fluss nach Süden und vereinigt sich nach etwa 170 km mit dem aus Richtung Sang Chayu (Ober-Zayü) von rechts (Nordwesten) kommenden Fluss Kangri Garpo Qu bei 28° 27′ 8″ N, 97° 2′ 47″ O zum Dzayül Chu.

### In Indien
Nach etwa 10 Kilometern Luftlinie erreicht der Fluss die McMahon-Linie und damit den indischen Bundesstaat Arunachal Pradesh. Diesen durchquert der Lohit in ungefähr südsüdwestlicher Richtung, wobei er den Ort Dong passiert, und wendet sich dann bei Hawai in nordwestliche Richtung bis zum Ort Hayuliang, wo er wieder nach Südwesten umschwenkt. 20 Kilometer östlich von Tezu verlässt er sein enges Tal und fließt als verflochtener Fluss in Richtung Westen. Nach Passieren der assamesischen Grenze passiert er noch das Städtchen Sadiya und mündet dann südlich des Dibru-Saikhowa-Nationalparks als Dibru in den Brahmaputra.